# Resi Becker
Resi Becker (Valkenburg aan de Geul, 25 juli 1973) is een Nederlandse topfunctionaris en sinds februari 2022 CEO van de Nederlandse energiemaatschappij Essent.

## Biografie
Becker studeerde technische bedrijfskunde aan de Technische Universiteit Eindhoven.
In 1997 startte ze haar carrière binnen PostNL en bekleedde ze verschillende operationele functies. Als programmadirecteur leidde ze vijf jaar lang een van de meest grootschalige kostenbesparingsprogramma’s van het postbedrijf. In 2017 werd ze algemeen directeur van Mail NL, de postdivisie van PostNL. Na bijna vijfentwintig jaar gewerkt te hebben bij het postbedrijf werd ze in februari 2022 algemeen directeur van Essent.
Becker is tevens bestuurslid van de Foundation van het Prinses Máxima Centrum en lid van de raad van commissarissen van zorgverzekeraar Menzis en havenbedrijf Port of Amsterdam.